# Associação Campineira de Esportes
Associação Campineira de Esportes, mais conhecido como Campineira e Associação, é um clube de futebol brasileiro da cidade de Goiânia, capital do estado de Goiás. Foi fundado oficialmente em 6 de fevereiro de 1950 com o nome de Associação Campineira de Esportes.
Atualmente disputa apenas torneios de futebol de base, tendo fechado seus departamentos de futebol profissional masculino e feminino. 

## Títulos
| Estaduais | Estaduais                           | Estaduais | Estaduais   |
|           | Competição                          | Títulos   | Temporadas  |
| --------- | ----------------------------------- | --------- | ----------- |
|           | Torneio Início do Campeonato Goiano | 2         | 1959 e 1961 |